# Bud-Spencer-und-Terence-Hill-Filme
Bud Spencer und Terence Hill waren von 1967 bis 1994 in 17 Filmen ein Schauspieler-Filmpaar. Diese gemeinsamen Filme bilden den Kern ihres Schaffens.

## Entstehung
Im ersten Film Hannibal aus dem Jahr 1959 spielten sie nur beide mit, ohne miteinander zu agieren. Die folgenden drei Filme wurden durch ein neues Dialogbuch in der Synchronisation erfolgreich. Erst ab 1970 produzierten beide Schauspieler Komödien, die durch die kommerziell bereits erprobte Synchronbearbeitung von Rainer Brandt und Karlheinz Brunnemann sowohl in West- als auch Ostdeutschland erfolgreich wurden. Wolfgang Hess für Bud Spencer und Thomas Danneberg für Terence Hill sind in diesen Filmen die bekanntesten deutschen Synchronstimmen des Duos.

### Zusammensetzung
Bud Spencer spielte meist den dickköpfigen, phlegmatischen, aber gutherzigen Charakter, der seine Gegner schlagkräftig außer Gefecht setzte, während Terence Hill (in der deutschen Synchronfassung) die Rolle des cleveren und gerissenen Sprücheklopfers übernahm. Die meisten Filme werden der Slapstick-Komödie zugeordnet, in denen die für das Genre der Western und Actionfilme typischen Schusswaffenduelle mit tödlichem Ausgang durch effektgeladene Prügelszenen ersetzt wurden. Nebenrollen, welche die Prügel des Duos einzustecken hatten, wurden von wiederkehrenden Stuntmen wie Riccardo Pizzuti oder Luciano Catenacci besetzt. Die Filme erhielten durch die komisch inszenierten Actionszenen von Rezensenten die Bezeichnung Prügelklamauk.

## Filmografie
| Jahr | Deutscher Titel                           | Originaltitel                                | Zweites Genre        | Regisseur            | Bemerkungen |
| ---- | ----------------------------------------- | -------------------------------------------- | -------------------- | -------------------- | --- |
| 1959 | Hannibal                                  | Annibale                                     | Historienfilm        | Edgar G. Ulmer       | noch nicht als Duo |
| 1967 | Gott vergibt – Django nie!                | Dio perdona… io no!                          | Italowestern         | Giuseppe Colizzi     | In Deutschland auch unter dem Titel der Schnodderdeutsch-Synchronisation bekannt: Zwei vom Affen gebissen                                    |
| 1968 | Vier für ein Ave Maria                    | I quattro dell’Ave Maria                     | Italowestern         | Giuseppe Colizzi     | ebenfalls nachträglich mit einer Schnodderdeutsch-Synchronisation versehen. Die ursprüngliche deutsche Synchronisation gilt als verschollen. |
| 1969 | Hügel der blutigen Stiefel                | La collina degli stivali                     | Italowestern         | Giuseppe Colizzi     | ebenfalls mit einer Schnodderdeutsch-Synchronisation versehen mit dem Titel Zwei hau’n auf den Putz                                          |
| 1970 | Die rechte und die linke Hand des Teufels | Lo chiamavano Trinità…                       | Italowestern         | Enzo Barboni         | Erster als Komödie konzipierter Film des Duos                                                                                                |
| 1971 | Freibeuter der Meere                      | Il corsaro nero                              | Piratenfilm          | Vincenzo Gicca Palli | |
| 1971 | Vier Fäuste für ein Halleluja             | ...continuavano a chiamarlo Trinità          | Italowestern         | Enzo Barboni         | |
| 1972 | Zwei Himmelhunde auf dem Weg zur Hölle    | ...più forte ragazzi!                        | Actionfilm           | Giuseppe Colizzi     | |
| 1974 | Zwei wie Pech und Schwefel                | ...altrimenti ci arrabbiamo!                 | Actionfilm           | Marcello Fondato     | |
| 1974 | Zwei Missionare                           | Porgi l’altra guancia                        | Buddyfilm            | Franco Rossi         | |
| 1977 | Zwei außer Rand und Band                  | I due superpiedi quasi piatti                | Polizeikomödie       | Enzo Barboni         | |
| 1978 | Zwei sind nicht zu bremsen                | Pari e dispari                               | Actionfilm           | Sergio Corbucci      | |
| 1979 | Das Krokodil und sein Nilpferd            | Io sto con gli ippopotami                    | Actionfilm           | Italo Zingarelli     | |
| 1981 | Zwei Asse trumpfen auf                    | Chi trova un amico trova un tesoro           | Actionfilm           | Sergio Corbucci      | |
| 1983 | Zwei bärenstarke Typen                    | Nati con la camicia                          | Agentenfilm          | Enzo Barboni         | |
| 1984 | Vier Fäuste gegen Rio                     | Non c’è due senza quattro                    | Verwechslungskomödie | Enzo Barboni         | |
| 1985 | Die Miami Cops                            | Miami Supercops, I poliziotti dell’8ª strada | Polizeikomödie       | Bruno Corbucci       | |
| 1994 | Die Troublemaker                          | Botte di Natale                              | Italowestern         | Terence Hill         | |

## Rezeption
Zu Beginn der Serie von der Kritik als „volkstümlicher Klamauk im Stil der 70er Jahre“ (laut TV Spielfilm) gefeiert, nahm die Gunst der Kritik mit zunehmendem Alter des Hirn-und-Muskel-Duos ab. Auch die Zuschauerzahlen gingen zurück: die erste Komödie Die rechte und die linke Hand des Teufels (1970) sahen 12 Millionen Zuschauer im Kino, den letzten gemeinsamen Film des Duos 24 Jahre später, Die Troublemaker von 1994, nur noch etwas mehr als 120.000.
Die Filme werden auf den thematisch auf große oder beliebte Spielfilme und Filmklassiker ausgerichteten Sendern wie Kabel Eins regelmäßig wiederholt.

## Abwandlungen der Formel
Auch die Engel essen Bohnen (1973) sollte eigentlich auch ein Spencer-Hill-Film werden, doch Terence Hill war zu diesem Zeitpunkt mit anderen Projekten beschäftigt, und so engagierte man Giuliano Gemma. Die Fortsetzung Auch die Engel mögen’s heiß (1974) ersetzte dann auch Bud Spencer mit Ricky Bruch.
Außerdem wurde versucht, den kommerziellen Erfolg der Filmformel mit Schauspielern zu wiederholen, die als Doppelgänger von Bud Spencer und Terence Hill bezeichnet wurden. Die „Parodie der Parodie“ mit dem Amerikaner Paul L. Smith anstelle von Spencer und Michael Coby anstelle von Hill in insgesamt fünf Filmen wie Vier Fäuste schlagen wieder zu (1974) konnte jedoch weder beim Publikum noch bei der Kritik verfangen, die einige Filme der Reihe sogar als Plagiat bezeichnete. Am 7. April 2023 wurde der erste Film dieser Reihe von Oliver Kalkofe und Peter Rütten auf Tele 5 in der Sendung Die schlechtesten Filme aller Zeiten präsentiert.
Ein Jahr nach dem Erscheinen von Die Troublemaker, dem letzten gemeinsamen Film von Spencer und Hill, wurde mit Trinity und Babyface (1995) versucht, die lange erfolgreiche Formel des Duos im Italowestern mit einer Fortsetzungsgeschichte zu den beiden erfolgreichsten Filmen Die rechte und die linke Hand des Teufels (1970) und Vier Fäuste für ein Halleluja (1971) am Leben zu halten. Die amerikanischen Schauspieler Heath Kizzier in der Rolle von Trinity und Keith Neubert in der Rolle von Bambino stellten in der Handlung des Films die direkten Söhne der von Spencer und Hill verkörperten Originalrollen mit den gleichen Namen dar. Spencer und Hill hatten in dem Film jedoch keinen Auftritt.
2022 entstand mit Zwei wie Pech und Schwefel eine Mischung aus Fortsetzung und Remake des gleichnamigen Films von 1974, der von der Kritik nahezu zerrissen wurde. Der Film spielte lediglich 110.000 € ein und gilt als einer der größten Flops der italienischen Filmgeschichte.